# Lyngsjön (Börringe socken, Skåne)
Lyngsjön är en sjö i Svedala kommun i Skåne och ingår i Höje ås huvudavrinningsområde. Sjön är 9 meter djup, har en yta på 0,014 kvadratkilometer och befinner sig 62 meter över havet.